# District de la péninsule de Yorke
Le district de la péninsule de Yorke (District of District Council of Yorke Peninsula) est une zone d'administration locale occupant la plus grande partie de la Péninsule de Yorke en Australie-Méridionale en Australie. 

## Localités
Les localités du district sont :
| - Agery - Ardrossan - Arthurton - Balgowan - Black Point - Bluff Beach - Brentwood - Chinaman Wells - Clinton Centre - Cockle Beach - Coobowie - Corny Point - Couch's Beach - Curramulka - Dowlingville - Dunn Point - Edithburgh - Foul Bay - Hardwicke Bay - Honiton - Inneston - James Well - Kainton (Corner) - Kleins Point | - Koolywurtie - Maitland - Marion Bay - Minlaton - Mount Rat - Muloowurtie - Oaklands - Parara - Parsons Beach - Petersville - Pine Point - Point Pearce - Point Souttar - Point Turton - Pondalowie Bay - Port Arthur - Port Clinton - Port Giles - Port Julia - Port Minlacowie - Port Moorowie - Port Rickaby - Port Victoria - Port Vincent | - Price - Rogues Point - Sandilands - Sheoak Flat - South Kilkerran - Stansbury - Stenhouse Bay - Sultana Point - Sunbury - Tiparra - The Dipper - The Pines - Tiddy Widdy Beach - Troubridge Point - Urania - Warooka - Wauraltee - Weavers - Weetulta - Winulta - Wool Bay - Yorke Valley - Yorketown |